# 希克洛什大村
希克洛什大村（匈牙利語：Siklósnagyfalu）是匈牙利巴兰尼亚州所辖的一个村。总面积9.09平方公里，总人口398，人口密度43.8人/平方公里（2011年1月1日）。